# Gestión de activos de software
La gestión de activos de software, conocida también como SAM por sus siglas en inglés (software asset management), es una práctica empresarial relacionada con la gestión y optimización de los procesos de compra, implementación, mantenimiento, utilización y disposición final del software de una organización.
De acuerdo con ITIL, SAM se define como: "toda la infraestructura y procesos necesarios para la efectiva gestión, control y protección de los activos de software... a través de todas las etapas del ciclo de vida". SAM se considera como una parte clave dentro de la estrategia organizacional relacionada con las Tecnologías de la Información. Las metas secundarias de SAM son la reducción de costos y el control de riesgos relacionados con violaciones de derechos de autor y el uso indebido de licencias.
Con SAM, la organizaciones tienden a maximizar su respuesta en la provisión de servicios de TI y por ende fomenta la mejora en la productividad del usuario final.
SAM apalanca la posibilidad de redistribución eficientes de licencias y la gestión de riesgos asociados a la propiedad de las licencias y la expiración de las mismas. Las tecnologías usadas para SAM permiten realizar un seguimiento a los periodos de validez de las licencias y el contacto con los proveedores; facilitando el cumplimiento de las regulaciones legales.
SAM es una faceta de una disciplina de negocios más general conocida como Gestión de Activos de TI, la cual incluye tanto el software como el hardware.

## Papel en las organizaciones
SAM puede servir para muchas funciones diferentes dentro de las organizaciones, dependiendo de sus carteras de software, infraestructuras de TI, disponibilidad de recursos y objetivos de negocio.
Para muchas organizaciones, el objetivo de implementar un programa SAM es de naturaleza muy táctica, centrado específicamente en equilibrar el número de licencias de software adquiridas con el número de licencias reales consumidas o utilizadas. Además de equilibrar el número de licencias adquiridas con la cantidad de consumo, un programa SAM eficaz también debe asegurarse de que el uso de todos los programas instalados se ajusta a los términos y condiciones del contrato de licencia específico del proveedor. Al hacerlo, las organizaciones pueden minimizar los pasivos asociados con la piratería de software en el caso de una auditoría realizada por un proveedor de software o un tercero, como Business Software Alliance (BSA). SAM, de acuerdo con esta interpretación, implica la realización de inventarios detallados de software periódicamente para determinar el número exacto de consumo de software, comparando esta información con el número de licencias adquiridas, revisando cómo se está utilizando el software con respecto a los términos y condiciones y estableciendo controles para asegurar que las prácticas apropiadas de concesión de licencias se mantengan de manera continua. Esto puede lograrse mediante una combinación de procesos de TI, políticas y procedimientos de compra y soluciones tecnológicas, como herramientas de inventario de software. 
Las instalaciones de conteo son los medios más comunes de medir el consumo de licencias, pero algunos programas son licenciados por número de usuarios, capital, procesadores o núcleos de CPU.
Más ampliamente definidos, los objetivos estratégicos de SAM a menudo incluyen (pero no se limitan a) lo siguiente:
- Reducir el software y los costos de soporte mediante la negociación de acuerdos de contrato de volumen y la eliminación o reasignación de licencias de software subutilizadas
- Contribuir al cumplimiento de las políticas de seguridad corporativas y de los estándares de escritorio / servidor / móvil
- Mejorar la productividad de los trabajadores mediante el despliegue de los tipos adecuados de tecnología de forma más rápida y fiable
- Limitar los gastos generales asociados con la gestión y el soporte de software mediante la racionalización y / o la automatización de procesos de TI (como el seguimiento de inventario, la implementación de software, el seguimiento de problemas y la gestión de parches)
- Establecer políticas y procedimientos en curso relacionados con la adquisición, documentación, despliegue, uso y retiro de software en un esfuerzo por reconocer los beneficios a largo plazo de SAM [4]

## Ventajas de implementar SAM
- Reducción de costos del software y del soporte. Esto se logra si se gestionan licencias por volumen y se eliminan o reubican licencias de software subutilizadas.
- Fomento del cumplimiento de políticas de seguridad.
- Mejora de la productividad del trabajador al tener un tratamiento adecuado de la compra, mantenimiento y soporte del software.
- Manejo eficiente de activos al ingresar o eliminar elementos cuyas licencias han expirado.
- Conocimiento de las tasas de retorno de la inversión.
- Facilita la gestión de necesidades de adquisición de software.

## Tecnología asociada
- Inventario de software. Herramientas que descubren de manera inteligente el software instalado en la organización por medio de agentes que son activados remotamente.
- Gestor de licencias Para mantener un repositorio de licencias.
- Medidor de software herramientas para hacer seguimiento al a utilización de aplicaciones de software.
- Control de aplicaciones herramientas para restringir qué y en donde puede ser ejecutado un software en particular.
- Distribución de software Herramientas que automatizan y regulan el despliegue de nuevo software.
- Gestores de actualizaciones.
- Gestor de requerimientos Herramientas que permiten la gestión de requerimientos de adquisición de software que realicen los integrantes de la organización.

## EstándarISO
La familia ISO 19770 está relacionada con la gestión de activos de software.